# Sempervivum globiferum allionii
Il semprevivo di Allioni (Sempervivum globiferum subsp. allionii (Jord. & Fourr.) 't Hart & Bleij, 1999) è una pianta succulenta della famiglia delle Crassulacee.
L'epiteto specifico è un omaggio al botanico italiano Carlo Allioni (1728-1804).

## Descrizione
È una pianta perenne succulenta. I fusti sono ghiandolosi e ricoperti di peli. Le foglie, ricche di mucillagini, sono raccolte in rosette con peli ghiandolari. I fiori, raccolti in infiorescenze terminali, sono di colore giallo pallido, con il bordo sfrangiato.

## Distribuzione e habitat
È presente sulle Alpi Occidentali (Val Maira, Val Soana e Val Chiusella) e sulle Alpi Marittime.
Predilige substrati di gneiss.